# مايك كرافين
مايك كرافين (بالإنجليزية: Mike Craven)‏ (20 نوفمبر 1957 في المملكة المتحدة - ) هو لاعب كرة قدم بريطاني في مركز حراسة المرمى. لعب مع نادي بانغور سيتي ونادي تشستر سيتي.